# یواس‌اس توماستون (ال‌اس‌دی-۲۸)
یواس‌اس تهوماستون، (ال‌اس‌دی-۲۸) (به انگلیسی: USS Thomaston (LSD-28)) یک کشتی بود که طول آن ۵۱۰ فوت (۱۶۰ متر) بود. این کشتی در سال ۱۹۵۴ ساخته شد.